# Meriem Saadaoui
Pour les articles homonymes, voir Saadaoui.
Meriem Saadaoui, née le 6 mai 1990, est une haltérophile tunisienne.

## Carrière
Meriem Saadaoui est médaillée d'argent à l'arraché et au total et médaillée de bronze à l'épaulé-jeté dans la catégorie des moins de 69 kg aux championnats d'Afrique 2010 à Yaoundé.